# 莫尔梅斯
莫尔梅斯（法語：Mormès，法語發音：[mɔʁmɛs]）是法国热尔省的一个市镇，属于孔东区。

## 地理
莫尔梅斯（43°47'51"N, 0°9'15"W）面积9.05 平方千米，位于法国奧克西塔尼大區热尔省，该省份为法国西南部内陆省份，北起顺时针与洛特-加龙省、塔恩-加龙省、上加龙省、上比利牛斯省、大西洋比利牛斯省和朗德省接壤。
与莫尔梅斯接壤的市镇（或旧市镇、城区）包括：勒乌加、洛瑞藏、蒙勒赞达马尼亚克、佩尔谢德、图茹斯。

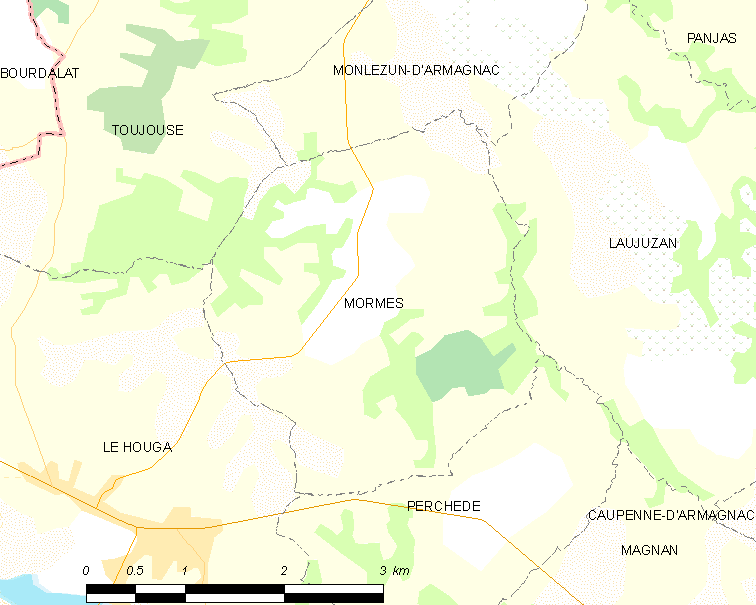
莫尔梅斯的OSM定位图

莫尔梅斯的时区为UTC+01:00、UTC+02:00（夏令时）。

## 行政
莫尔梅斯的邮政编码为32240，INSEE市镇编码为32291。

## 政治
莫尔梅斯所属的省级选区为大下阿马尼亚克县。

## 人口

1962-2008年间莫尔梅斯人口变化图示

莫尔梅斯于2022年1月1日时的人口数量为108人。